# Lijst van bergen in de Pyreneeën
Dit is een lijst van bergen in de Pyreneeën. De meest toonaangevende toppen zijn:
- Westelijke Pyreneeën
  - Jaizkibel (543 m)
  - Larrun (900 m)
  - Pic d'Anie (2.504 m)
- Centrale Pyreneeën – Pirineo centro-occidental
  - Midi d'Ossau (2.885 m)
  - Balaïtus (3.146 m)
  - Vignemale (3.298 m)
- Centrale Pyreneeën – Ordesa y Monte Perdido
  - Monte Perdido (3.355 m)
  - Soum de Ramond of Pico Añisclo (3.259 m)
  - Cilindro (3.325 m)
  - Marboré (3.252 m)
- Centrale Pyreneeën – Benasque
  - Posets of Llardana (3.375 m)
  - Aneto (3.404 m)
  - Maladeta (3.312 m)
  - Perdiguero (3.222 m)
- Oostelijke Pyreneeën
  - Pica d'Estats (3.140 m)
  - Pic de Carlit (2.921 m)
  - Puigmal (2.909 m)
  - Canigou (2.785 m)
  - Puig Neulós (1.257 m)

De hoofdkam van de Pyreneeën passeert onder meer volgende passen en bergen:
- Atlantische Pyreneeën

vanaf Cap Higuer
- - Jaizkibel (543 m)
  - Aritxulegi (pas) (439 m)
  - Arainburu (1054 m)
  - zadel bij Arkiskil (700 m)
  - Velatepas (847 m)
  - Saioa (1418 m)
  - Artesiaga (1099 m)
  - Urkiagapas (915 m)

vanaf het strand van Hendaye
- - Kurleku (pas) (103 m)
  - Kalbarioa (277 m)
  - Xoldokogaina (486 m)
  - Manddale (568 m)
  - Col d'Ibardin (317 m)
  - Larrun (900 m)
  - Col de Lizarieta (441 m)
  - Collado de Esquisaroy (518 m)
  - Puerto de Otsonde (602 m)
  - Gorramendi (1074 m)
  - Col d'Ispéguy (672 m)
  - Urkiagapas (915 m)
  - Puerto de Ibañeta (1057 m)
  - Col d'Orgambidé (988 m)
  - Col de Burinkurutxeta (1141 m)
  - Col Iraizabaleta (1249 m) en Col de Bagargi (1330 m)
  - Pic d'Orhy (2017 m)
  - Port de Larrau (1573 m)
  - Col de la Pierre Saint-Martin (1760 m)
- Centrale Pyreneeën
  - Somport (1632 m)
  - Pic d'Aneou (2364 m)
  - Portalet (1794 m)
  - Balaitús (3144 m)
  - Port de la Peyre Saint-Martin (2295 m)
  - Vignemale (3298 m)
  - Port de Boucharo (2270 m)
  - Pic du Marboré (3250 m)
  - Port Vieux de Barroude (2384 m)
  - Pic de l'Abeillé (3029 m)
  - Grand Batchimale (3171 m)
  - Pic Perdigère (3222 m)
  - Pic des Crabioules (3116 m)
  - Port de Vénasque (2444 m)
  - Puerto de Viella (2424 m)
  - Besiberri Nord (3009 m)
  - Gran Tuc de Colomèrs (2933 m)
  - Port de la Bonaigua (2072 m)
  - Plan de Beret (1870 m)
  - Pic de Barlonguère (2802 m)
  - Mont Rouch (2868 m)
  - Port de Marterat (2217 m)
  - Pica d'Estats (3143 m)
  - Pic de Tristaina (2878 m)
  - Pic du Port (2903 m)
  - Pic d'Escobes (2779 m)
  - Port d'Envalira (2409 m)
- Oostelijke Pyreneeën
  - Col de Puymorens (1920 m)
  - Puig de la Grava (2671 m) en Portella de la Grava (2426 m)
  - Pla de Bones Hores (1989 m)
  - Coll de la Perxa (1571 m)
  - Pic del Gegant (2881 m)
  - Coll d'Ares (1513 m)
  - Coll de Malrems (1131 m)
  - Coustouges (811 m)
  - Roc de Frausa (1450 m)
  - Collado Morella (559 m)
  - Col du Perthus (290 m)
  - Puig Neulós (1256 m)
  - Coll de Banyuls (Col du Berger Mort) (356 m)
  - Puig d'en Jordà (757 m)

De drie hoogste bergen van de Pyreneeën (Aneto, Posets en Perdido) liggen allen aan de Spaanse zijde van de hoofdkam en dus niet op de hoofdkam.